# Воджиславски окръг
Воджиславски окръг (на полски: Powiat wodzisławski) е окръг в Силезко войводство, Южна Полша. Заема площ от 286,75 km2. Административен център е град Воджислав Шльонски.

## География
Окръгът се намира в историческата област Горна Силезия. Разположен е в югозападната част на войводството, край границата с Чехия.

## Население
Населението на окръга възлиза на 158 421 души (2012 г.). Гъстотата е 552 души/km2.

## Административно деление
Административно окръгът е разделен на 9 общини.
Градски общини:
- Воджислав Шльонски
- Ридултови
- Радлин
- Пшув

Селски общини:
- Община Годов
- Община Гожице
- Община Любомя
- Община Маркльовице
- Община Мшана

## Фотогалерия
- Воджислав Шльонски
- Ридултови
- Радлин
- Пшув